# 尼亚萨保护区
尼亚萨保护区是位于莫桑比克尼亚萨省和德尔加杜角省的一个保护区，面积约42,000平方（10,000,000英畝）。该保护区是莫桑比克全国最大的保护区，也是和平公园基金会确立的跨边界保护区之一，与坦桑尼亚的Lukwika-Lumesule禁猎区相接。

## 历史
尼亚萨保护区建立于莫桑比克还处于葡属东非时期的1954年。之后保护区一直未得到较好的保护，直到莫桑比克内战结束后。内战后，莫桑比克政府设立专门的管理部门来保护莫桑比克北部的生态系统。
相对孤立的地理位置和缓慢的发展速度损害了当地旅游业的发展潜力。莫桑比克政府承认的发展制约因素包括位置偏远、旅游基础设施和后勤保障建设困难等，这些因素导致难以吸引企业投资。
2009年以来，多有从坦桑尼亚来的偷猎者猎杀大象，当地群众常在森林中发现大象尸体。分析指偷猎与当地保护部门人力、物力和财力限制有关，保护部门无法实际控制与坦桑尼亚的边境。

## 边界
保护区的北部以鲁伏马河为界，该河也是莫桑比克和坦桑尼亚的国界线。尼亚萨保护区大约是克留格尔国家公园的两倍，面积大致相当于一个丹麦。

## 生态
尼亚萨保护区的一部分是东米翁波林地，该林地跨越坦桑尼亚和马拉维两国。尼亚萨保护区也是世界上最大的米翁波林地保护区之一，保护区面积的一半由米翁波森林覆盖。其他部分多为开阔的大平原，还有少量的湿地和小型林地点缀其间。数据显示，保护区的生物中有95%是植物，包括21大类植物和191种树木和灌木。
保护区方面表示，区内拥有350只左右的非洲野犬，该生物在全世界仅存约8000只。此外还有黑貂羚羊约12000只，大象16000头，鸟类超过400种以及大量的岬水牛、黑斑羚、斑马和豹等。保护区还有三种特有生物：尼亚萨牛羚、贝姆斑马、约翰斯顿黑斑羚。
保护区也是梅库拉山的所在地，位于保护区中部，主峰海拔1,441（4,728英尺）。